# Aleuropteryx maculata
Aleuropteryx maculata is een insect uit de familie van de dwerggaasvliegen (Coniopterygidae), die tot de orde netvleugeligen (Neuroptera) behoort. 
De wetenschappelijke naam Aleuropteryx maculata is voor het eerst geldig gepubliceerd door Meinander in 1963.